# Car Keys (Ayla)
«Car Keys (Ayla)» es una canción del rapero brasileño Alok y la cantante estadounidense Ava Max. Fue lanzada el 30 de junio de 2023 como un sencillo a través de Sony Music .

## Antecedentes y composición
A finales de abril de 2023, la cantante y compositora inglesa Jin Jin compartió un video a través de Instagram donde ella aparece en una sesión de estudio en línea con Max y Raye. El video mostraba una pestaña abierta que revelaba el título y los intérpretes de la canción. El 13 de junio de 2023, en una entrevista con la revista Interview, Max confirmó que la canción se lanzaría pronto. El 26 de junio, Alok anunció «Car Keys (Ayla)» con su fecha de lanzamiento a través de Instagram.
«Car Keys (Ayla)» es una canción de dance pop. Fue escrita por Max, Cirkut, Freedo, Ingo Kunzi, Jin Jin, Madison Love, Oliver Heldens y Raye y producida por Alok, Cirkut, Freedo, Heldens, Kilian & Jo y OHYES. La canción contiene samples de «Ayla (Taucher Remix)» del DJ y productor alemán Ingo Kunzi, también conocido como Ayla.

## Videoclip
El 30 de junio de 2023, el mismo día en el que se lanzó la canción, un visualizador fue subido a través del canal de YouTube de Alok, mientras que un video lírico fue subido a través del canal de Max. Ambos artistas también compartieron un adelanto del videoclip a través de Instagram. El videoclip fue publicado el 19 de julio de 2023 a través del canal de YouTube de Alok. Fue dirigido por Adrián Villagómez y filmado en Hamburgo y en São Paulo.

## Créditos y personal
Créditos adaptados de Tidal.
- Alok Petrillo – producción
- Amanda Ava Koci – voz, composición
- Fridolin Walcher – composición, producción
- Henry Walter – composición, producción
- Ingo Kunzi – composición
- Janée Bennett – composición
- Madison Love – composición
- Oliver Heldens – composición, producción
- Rachel Keen – composición
- Johannes Burger – producción
- Kilian Wilke – producción
- OHYES – producción
- Tom Norris – ingeniería de mezcla

## Posicionamiento en listas
| Listas (2023)                                         | Mejor posición |
| ----------------------------------------------------- | -------------- |
| Alemania (Download Charts Single)                     | 30             |
| Alemania (Radio-Charts Deutschland)                   | 30             |
| Bélgica (Ultratop 50 Flandes)                         | 48             |
| Canadá (Canada CHR/Top 40)                            | 48             |
| CEI (Tophit)                                          | 31             |
| Corea del Sur (Circle BGM)                            | 84             |
| Croacia (HRT)                                         | 3              |
| Eslovaquia (Rádio Top 100)                            | 51             |
| Estados Unidos (Billboard Hot Dance/Electronic Songs) | 26             |
| Finlandia (Radiosoittolista)                          | 44             |
| Hungría (Rádiós Top 40)                               | 24             |
| Letonia (EHR)                                         | 23             |
| Nicaragua (Monitor Latino Anglo)                      | 8              |
| Nueva Zelanda (Hot Singles)                           | 34             |
| Países Bajos (Dutch Top 40)                           | 18             |
| Países Bajos (Single Top 100)                         | 37             |
| Polonia (Polish Airplay Top 100)                      | 10             |
| Reino Unido (UK Singles Downloads)                    | 91             |
| Reino Unido (UK Singles Sales)                        | 95             |
| República Checa (Rádio – Top 100)                     | 63             |
| Rusia (TopHit)                                        | 35             |
| Suecia (Sverigetopplistan)                            | 76             |

## Historial de lanzamiento
| Región | Fecha               | Formato(s)                 | Discográfica | Ref.   |
| ------ | ------------------- | -------------------------- | ------------ | ------ |
| Varios | 30 de junio de 2023 | Descarga digital streaming | Sony Music   | [ 33 ] |
| Italia | 30 de junio de 2023 | Airplay                    | Sony Music   | [ 34 ] |